# Ли Хо Джун
Ли Хо Джун (кор. 리호준, р.1 декабря 1946) — северокорейский стрелок, олимпийский чемпион.

## Биография
Родился в 1946 году. В 1972 году принял участие в Олимпийских играх в Мюнхене, где стал чемпионом в стрельбе из малокалиберной винтовки лёжа на дистанции 50 м, занял 9-е место в стрельбе из малокалиберной винтовки из трёх позиций на дистанции 50 м, и 17-е место — в стрельбе из обычной винтовки из трёх позиций на дистанции 300 м. В 1976 году принял участие в Олимпийских играх в Монреале, где занял 6-е место в стрельбе из малокалиберной винтовки из трёх позиций на дистанции 50 м. В 1980 году принял участие в Олимпийских играх в Москве, где занял 11-е место в стрельбе из малокалиберной винтовки из трёх позиций на дистанции 50 м.
В декабре 1972 года в ознаменование 50-летия СССР присвоено звание Заслуженный мастер спорта СССР.